# Rukina
Rukina är ett periodiskt vattendrag i Burundi.   Det ligger i provinsen Muyinga, i den norra delen av landet, 160 kilometer nordost om huvudstaden Bujumbura.
Omgivningarna runt Rukina är en mosaik av jordbruksmark och naturlig växtlighet. Runt Rukina är det ganska tätbefolkat, med 93 invånare per kvadratkilometer.